# 國家美式足球聯會東區
國家美式足球聯會東區是國家美式橄欖球聯盟國家美式足球聯會的一個分區，現有四隊，分別為：達拉斯牛仔、紐約巨人、費城老鷹、華盛頓紅人。
該區成立於1967年，當時是國家橄欖球聯盟國會大廈區，其主題是以聯賽的所有隊伍開頭的字母“C”。該部門之所以如此命名，是因為它以美國首都華盛頓特區為中心。